# Mamia I Dadiani-Gurieli
Mamia I Dadiani fou mtavari de Mingrèlia del 1323 al 1345, però només dominava Gúria i per això se l'anomenà Dadiani-Gurieli. Succeí al seu pare Jordi I Dadiani. Morí el 1345 i el succeí el seu fill Jordi II Dadiani-Gurieli.